# Cornelis van Eesteren
Cornelis van Eesteren (né le 4 juillet 1897 à Alblasserdam, mort le 21 février 1988 à Amsterdam) était un architecte et urbaniste néerlandais de premier plan qui travailla notamment pour le Département de développement urbain de la ville d'Amsterdam, et fut président du Congrès international d'architecture moderne (CIAM) de 1930 à 1947. On lui doit notamment le Plan général d'élargissement d'Amsterdam, développé en 1934 et mis en place principalement au lendemain de la Seconde Guerre mondiale. Il se fit notamment connaître en proposant un projet de rénovation du boulevard Unter den Linden de Berlin en 1927. Il fut également enseignant d'urbanisme au TU Delft au lendemain de la guerre.